# Полугар (эталон)
Полуга́р — эталон крепости водки в Российской империи (около 38 % спирта по объёму).

## История
Название происходит от метода измерения с помощью «отжига» и, по цитате из «Полного собрания законов Российской империи» 1830 года, «определяется таким образом, чтобы, влитая в казенную заклеймённую отжигательницу, проба онаго при отжиге выгорела в половину». Название постепенно изменялось от «полувыгарного вина» к «полугарному вину», и наконец, «полугару».

## Крепость
Точность измерения была весьма ограниченной, потому пересчёт крепости полугара на современные градусы алкоголя затруднён. Так, А. Я. Купфер, в своей книге 1860 года указывал на эквивалент, равный 37,5 %. В черновиках Купфер писал:
По испытанию академика Паррота, которому в 1827-м году министр финансов препроводил несколько бутылок законного полугара, для определения крепости его, полугар содержал 37 1/2 процентов чистого алкоголя, а Гесс переменил это законное определение, и принял полугар равным 38 процентам
Официальной крепостью в то время, однако, считались 38 градусов Траллеса (объёмных процентов). Указ Правительствующего Сената от 10 февраля 1843 года утверждал:
По произведенным Комиссиею относительный вес 0,954, что соответствует по Траллесу 38%
Допускалось понижение крепости («усышка»), но не более, чем на 3°.
По указу министра финансов М. Х. Рейтерна в 1866 году крепость простого хлебного вина была увеличена с 38 до 40 объёмных процентов. Сделки со спиртным в пересчёте «на полугар» велись по крайней мере до конца XIX века (по сведениям ЭСБЕ 1892 года).
По замечанию Б. В. Родионова, наиболее надёжным считалось измерение, сделанное в серебряной отжигательнице, отсюда название «серебряного полугара».
В современных источниках также встречается ошибочное утверждение о том, что полугар — это спирт, разбавленный водой на четверть.

## У классиков литературы
И тоже, чересчур, признаться, я хлебнул с друзьями полугаруИ. А. Крылов, басня «Два мужика», 1825 г.